# 福建向金门供水工程
福建向金门供水工程是指从中國大陸福建省晋江市龙湖向金门县输水的計畫。

## 概况
输水的水源来自中国大陸福建省泉州地級市晋江市龙湖，是福建省第二大淡水湖。水通过陆地管道、海底管道连接到金门，管道长度为28公里。每天，管道可为金门提供34000立方公尺用水，未来可增加到55000立方公尺。水价为9.86元新台币。
为了保证供水品質，清退了周边10多家小加工企业，修建了截污沟，并把生活污水、农业污染源等输送到污水处理厂处理。
福建省水投集团公司副总经理朱金良表示，供水采用专案、专线、专供方案，保证品質。

## 历史
1995年以来，应金门县政府的请求福建省水利厅、福建省台办会同两岸有关部门和单位与臺方进行了多次工作和商务技术商谈。
2015年7月20日，双方在金门县签约。
2015年10月12日，供水工程中国大陆段正式开工。
2016年10月底，中国大陆段完工。
2016年6月24日，海底管道正式开工，2017年11月27日，海底管道全线贯通。
2018年5月10日至11日，双方成功进行联合测试，水量达到设计能力。
2018年8月5日，晋江和金门举行了供水仪式。原计划副縣長吳成典、參議翁自保等人赴福建（大陸）參加通水儀式，然該計畫最終因未獲陸委會核定而作廢。
2018年8月5日10时，供水正式开始。
2019年8月5日，福建晋江举行了向金门供水一周年座谈会，并举行两岸通水交流中心揭牌仪式。福建向金门供水一年以来，已累计供水超366万吨，日均供水超1万吨。

## “新三通”
金门县县长陈福海在供水仪式上表示，期望在通水之外，未来还要建立通电和通桥的“新三通”。